# Salmo 77
Il salmo 77 (76 secondo la numerazione greca) costituisce il settantasettesimo capitolo del Libro dei salmi.